# Franz Lamprecht (Dirigent)

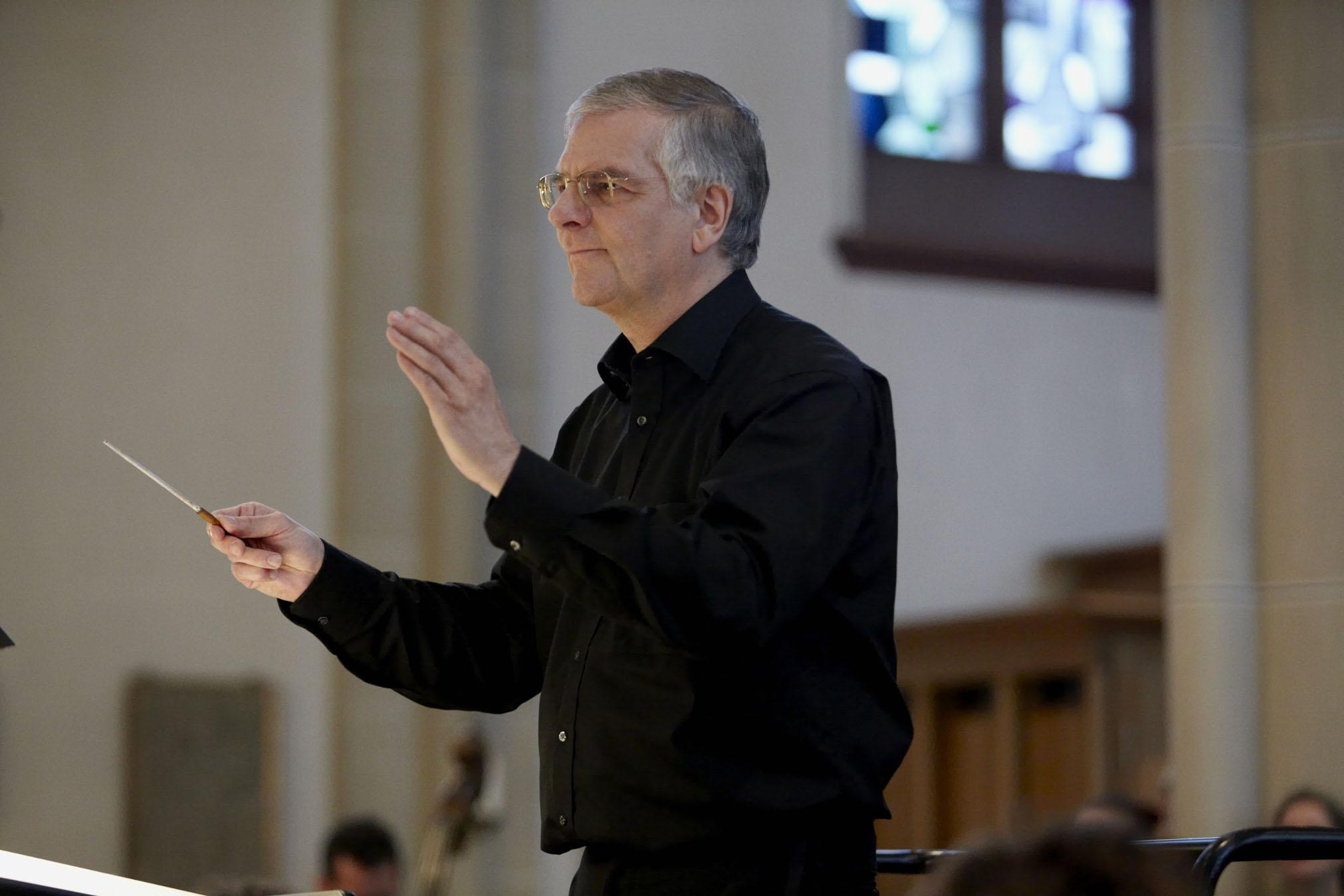
Franz Lamprecht 2009

Franz Wilhelm Lamprecht (* 1951 in Düsseldorf) ist ein deutscher Chorleiter und Dirigent.

## Leben
Lamprecht studierte in der Kapellmeisterklasse der Robert Schumann Hochschule Düsseldorf und gründete während der Ausbildung seinen ersten Chor. Das Examen legte er „Mit Auszeichnung“ ab. Regelmäßige Konzertreisen und Gastdirigate führten ihn und seine Chöre in den Folgejahren unter anderem nach London, Brüssel, Rom, Salzburg, Paris, Israel, Bulgarien, Polen, Rumänien, Ungarn, Tschechien und in die Slowakei, in die USA sowie nach Mexiko. Er spielte seltene Werke von Charles Gounod, Felix Mendelssohn Bartholdy und Max Bruch für die Firma Electrecord ein.

## Chöre und Orchester
Lamprecht leitet mehrere Chöre in der Region Düsseldorf, die häufig gemeinsam mit zwei rumänischen Orchestern bei Konzerten und Musikfestivals im In- und Ausland auftreten.

### Oratorien-Chor Hilden
Als ersten Chor gründete Lamprecht 1974 den Oratorien-Chor Hilden mit derzeit rund 105 Sängerinnen und Sängern. Werke wie Beethovens 9. Sinfonie, Mozarts Requiem, Händels Messiah und Orffs Carmina Burana gehörten sehr bald zum Standardrepertoire.

### Chor der Landesregierung Düsseldorf

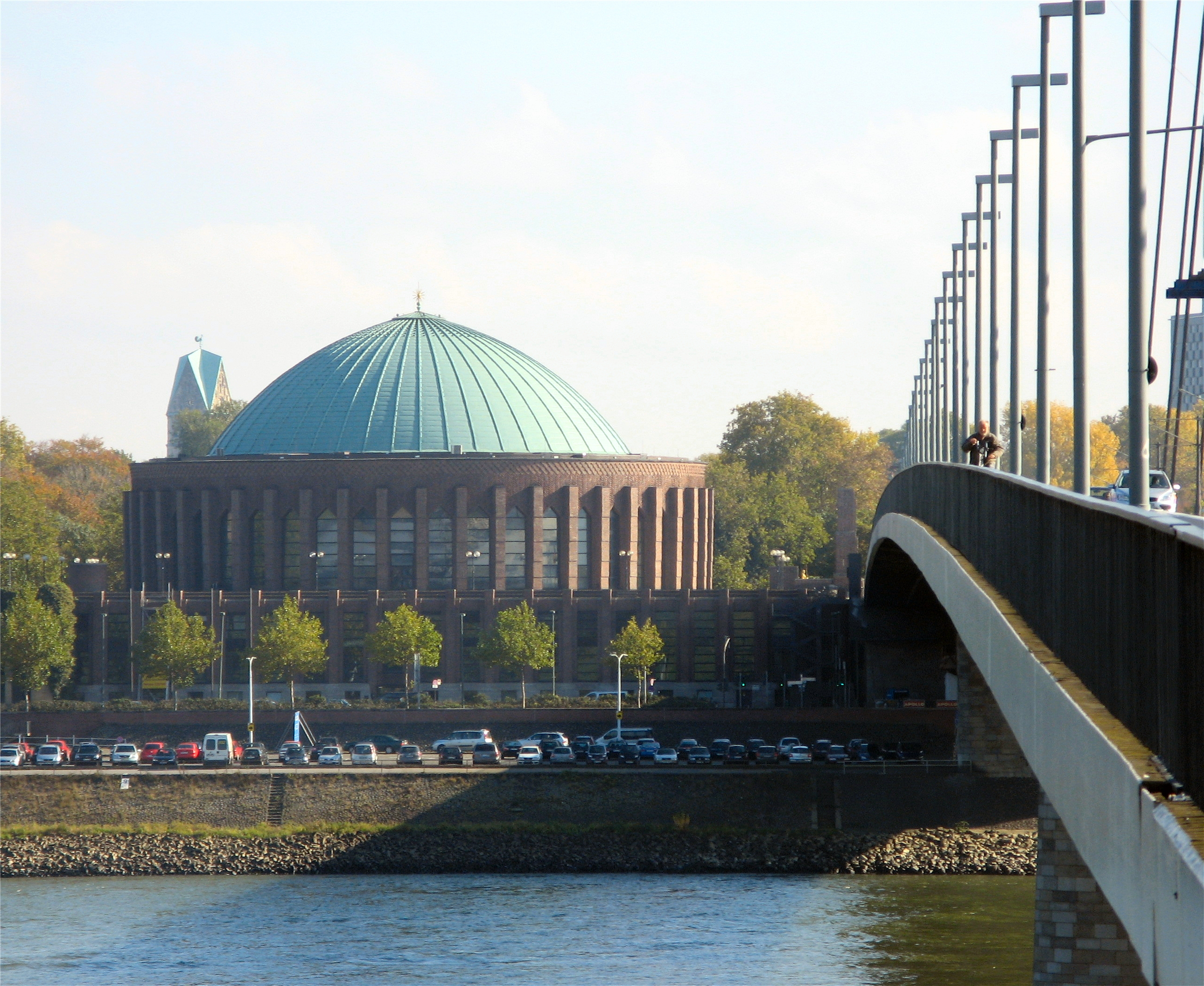
Tonhalle Düsseldorf

Im Jahre 1977 gründete er den Chor der Landesregierung Düsseldorf, der rund 80 Sängerinnen und Sänger umfasst. Zum Repertoire gehören geistliche und weltliche Chormusik, insbesondere Messen und Oratorien, aber auch Ausschnitte aus Opern und Operetten.

### Kammerchor Düsseldorf-Urdenbach
Im Jahre 1987 gründete Lamprecht einen neuen Chor im Süden von Düsseldorf mit etwa 65 Sängerinnen und Sängern. Zusammen mit den anderen Chören werden geistliche und weltliche Chorwerke in Konzertsälen wie der Tonhalle Düsseldorf oder der Historischen Stadthalle Wuppertal, in Kirchen wie dem Nevigeser Wallfahrtsdom und sogar in der Balver Höhle aufgeführt.

### Rumänische Staatsphilharmonie „Dinu Lipatti“ Satu Mare
Pro Jahr bestreitet das Orchester mit seinen 65 Musikern ca. 80 Konzerte. Franz Lamprecht war 1993 bis 1998 „Erster Gastdirigent“, seit 1999 ist er Chefdirigent bei der Rumänischen Staatsphilharmonie „Dinu Lipatti“ Satu Mare. Zum 1. Januar 2001 wurde er vom Stadt- und Kreisparlament zum Musikdirektor von Satu Mare berufen.

### Philharmonisches Orchester Târgu Mureș
Die Vorgeschichte des Orchesters begann im Jahre 1823, als sich das erste Symphonieorchester im siebenbürgischen Neumarkt am Mieresch etablierte, das sich damals noch aus Amateuren und Halbprofis zusammensetzte. Berühmte Persönlichkeiten gastierten damals in Târgu Mureș: Pablo Casals, Béla Bartók, Jan Kubelík, Joseph Szigeti, George Enescu etc. Im Jahre 1950 wurde das Ensemble ein Staatsorchester mit dem heutigen Namen. Seit Herbst 1991 gastiert das Orchester regelmäßig im Rheinland unter Leitung von Lamprecht, der inzwischen „Erster Gastdirigent“ geworden ist.

## Konzerte und Festivals

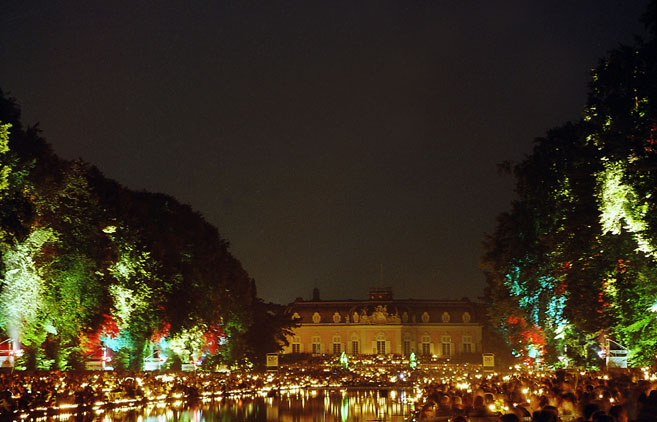
Schloss Benrath Musikfestival

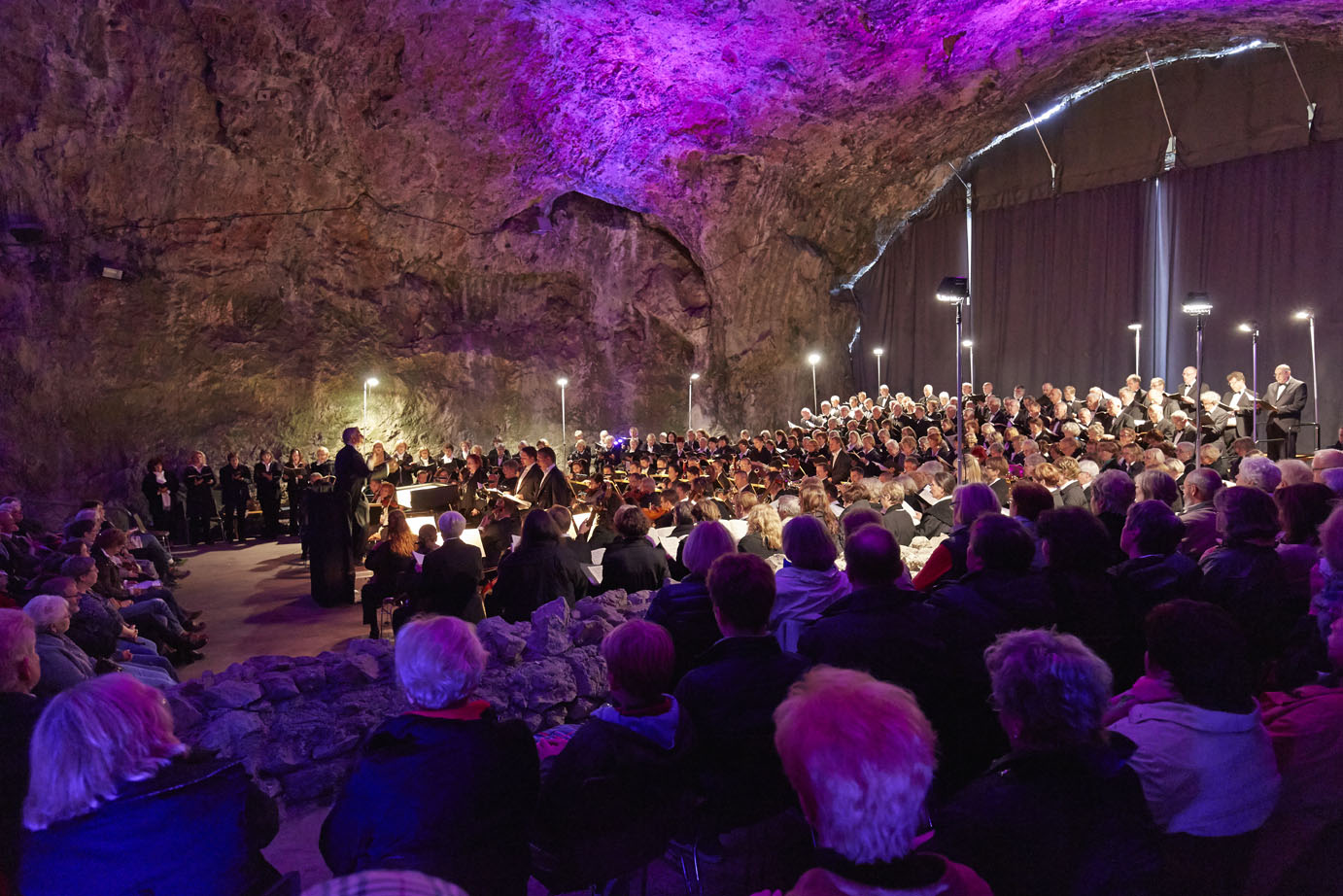
Konzert in der Balver Höhle

### „ars musica“ in Düsseldorf und Wuppertal
In der Tonhalle Düsseldorf veranstaltet der Chor der Landesregierung seit den 1980er Jahren die Konzertreihe „ars musica“ unter Leitung von Franz Lamprecht mit leichter Klassik, aber auch großen geistlichen Werken und Opernchören.
Der Symphonische Chor Wuppertal veranstaltet eine gleich benannte Konzertreihe in der Historischen Stadthalle Wuppertal.
Aus organisatorischen Gründen wurde die Durchführung dieser Konzerte inzwischen von der Klassik Konzert Gesellschaft übernommen.
Neben den Veranstaltungen in der Tonhalle Düsseldorf und der Historischen Stadthalle Wuppertal, finden regelmäßig Konzerte in der Stadthalle Hilden und im Mariendom in Neviges statt. 

### Musikfestivals in Düsseldorf, Nordkirchen, Merode
Seit 1994 organisiert die Klassik Konzert Gesellschaft Musikfestivals als Open-Air-Konzerte mit klassischer Musik, Park-Illumination, farbigen Wasserspielen und synchronem Musikfeuerwerk, bis 2015 am Spiegelweiher von Schloss Benrath, seit 1999 zusätzlich am Wasserschloss Nordkirchen und im Jahr 2015 auch am Wasserschloss Merode (Langerwehe). 
Neu ab 2017 sind die vorweihnachtlichen Kammerkonzerte mit jungen Nachwuchskünstlern im "Schlösschen" der Bezirksregierung in Düsseldorf.

## Auszeichnungen
Im Jahre 1998 wurde er wegen seiner langjährigen Verdienste um den deutsch-rumänischen Kulturaustausch zum Ehrenbürger von Tîrgu Mureș ernannt, im Oktober 2004 zum Ehrenbürger von Satu Mare.
In Anerkennung seines musikpflegerischen Einsatzes und seines Engagements für den deutsch-rumänischen Kulturaustausch erhielt Franz Lamprecht am 30. April 2004 das Bundesverdienstkreuz am Bande des Verdienstordens der Bundesrepublik Deutschland.